# Taenaris dimonata
Taenaris dimonata är en fjärilsart som beskrevs av Hans Ferdinand Emil Julius Stichel 1906. Taenaris dimonata ingår i släktet Taenaris och familjen praktfjärilar. Inga underarter finns listade i Catalogue of Life.